# Yolina libera
Yolina libera är en skalbaggsart som beskrevs av Olof Biström 1987. Yolina libera ingår i släktet Yolina och familjen dykare. Inga underarter finns listade i Catalogue of Life.